# Shoghakn
Shoghakn (en arménien Շողակն ; jusqu'en 1946 Sachili puis Norashen) est une communauté rurale du marz d'Aragatsotn, en Arménie. Elle compte 152 habitants en 2009.